# Fehling-Probe

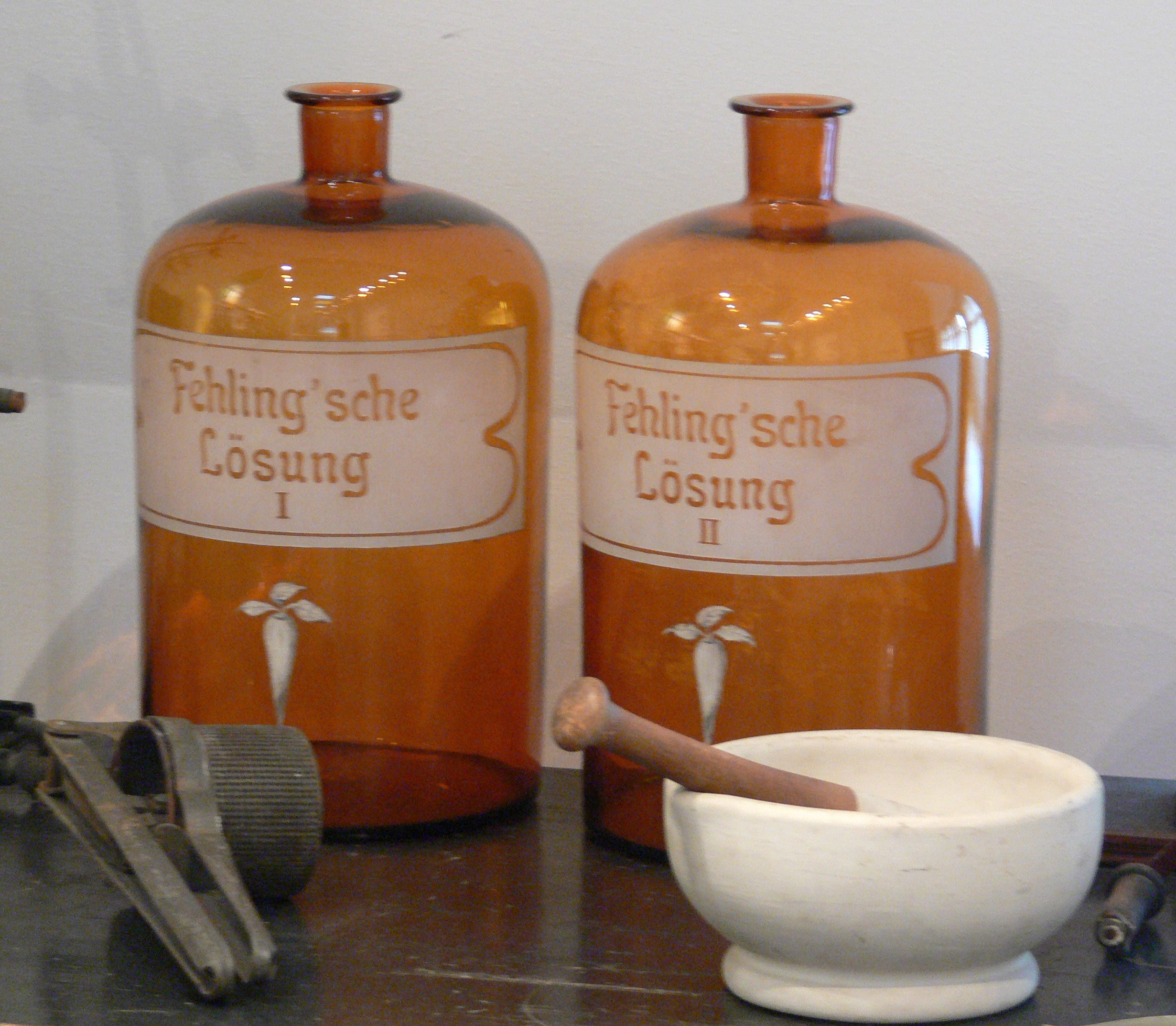
Vorratsflaschen für Fehling’sche Lösungen, um 1904 (Zucker-Museum Berlin)

Die Fehling-Probe dient zum Nachweis von Reduktionsmitteln, z. B. von Aldehyden und reduzierenden Zuckern.

## Geschichte
Die von Hermann Fehling 1848 veröffentlichte Nachweisreaktion ermöglichte die quantitative Bestimmung von Zucker im Harn durch Titration. Dies war zur Diagnose der Zuckerkrankheit (Diabetes) von Bedeutung. Zuvor war dies nur qualitativ durch einfache Geschmacksprüfung oder Vergärung möglich, später auch quantitativ durch Polarimetrie. Obwohl die Fehling-Probe seit vielen Jahren einen festen Bestandteil der Schulchemie darstellt, ist sie seit ebenfalls vielen Jahren bezüglich ihrer Aussagekraft umstritten: Die im Chemieunterricht übliche Erklärung der positiven Fehling‐Probe auf reduzierende Zucker – Oxidation der Aldehyd‐ zur Carboxygruppe – widerspricht der Beobachtung, dass Fructose dabei schneller reagiert als Glucose und Mannose. Primäres Oxidationsprodukt der Reaktion einer Kupfer(II)-salz‐Lösung mit Glucose ist nicht die entsprechende Gluconsäure bzw. das Gluconat, sondern Glucoson (2‐Ketoglucose). Letzteres wird unter den Reaktionsbedingungen durch C−C-Bindungsspaltung weiter oxidiert. Diese Tatsache ist seit fast 90 Jahren bekannt, hat sich aber in der Lehr‐ und Schulbuchliteratur nicht durchgesetzt. Bei Schülerexperimenten ist die sehr ähnliche Benedict-Reaktion der Fehling-Probe vorzuziehen, da bei der Gefährdungsbeurteilung klar wird, dass bei Einsatz weniger gefährdender Chemikalien (Natriumcarbonat statt Natriumhydroxid) gleiche Ergebnisse erzielt werden.

## Fehlingsche Lösung

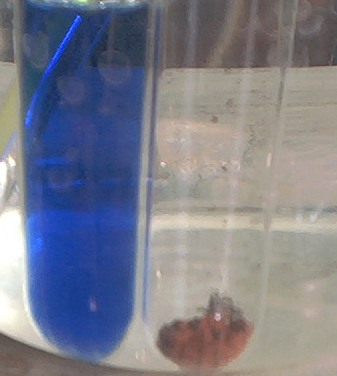
Fehling-Reaktion, links negativ, rechts positiv (Niederschlag des Kupfer(I)-oxids)

Zur Durchführung der Fehling-Probe verwendet man zwei Lösungen als Nachweisreagenzien, die nach Hermann Fehling als „Fehling I“ und „Fehling II“ bezeichnet werden.
- Die hellblaue Fehlingsche Lösung I ist eine verdünnte Kupfer(II)-sulfat-Lösung.
- Die farblose Fehlingsche Lösung II ist eine alkalische Kalium-Natrium-Tartrat-Tetrahydrat-Lösung.

Nach Zusammenführen gleicher Volumina beider Fehling-Lösungen besitzt das Fehling-Reagenz aufgrund der Komplexbildung der Cu(II)-Ionen mit den Tartrat-Ionen eine charakteristische dunkelblaue Farbe. Das Tartrat ist hierbei ein Komplexbildner: Durch die hohe Komplexstabilität wird das Löslichkeitsprodukt des Kupfer(II)-hydroxids nicht mehr erreicht. Wenn die Kupfer(II)-Ionen nicht komplex gebunden vorlägen, würden die OH−-Ionen mit den Kupfer(II)-Ionen zum schwerlöslichen blauen Kupfer(II)-hydroxid Cu(OH)2 reagieren, und die gewünschte Nachweisreaktion könnte dann nicht mehr stattfinden. Wie durch die kristallographische Charakterisierung unterschiedlicher Kupfer(II)-tartrate gezeigt wurde, ist die Strukturvielfalt groß und auch in Lösung treten mehrere Spezies unterschiedlicher Stöchiometrie auf.
{\displaystyle \mathrm {2\ [C_{4}H_{4}O_{6}]^{2-}+Cu^{2+}+2\ OH^{-}\longrightarrow [Cu(C_{4}H_{3}O_{6})_{2}]^{4-}+2\ H_{2}O} }
Der Zusatz von Glycerin vor dem Auffüllen mit Wasser verlängert die Haltbarkeit einer selbst angesetzten Lösung.
Nach der Zugabe der Testsubstanz wird die Lösung erwärmt. Dadurch wird die Nachweisreaktion gemäß der RGT-Regel beschleunigt. Die Monosaccharide werden in ihrer offenkettigen Form nachgewiesen, da hier die Oxidierbarkeit der Aldehydgruppe genutzt wird, die in den Ringformen als Halbacetal gebunden ist. Die offenkettige Form steht mit den verschiedenen Ringformen in einem chemischen Gleichgewicht. So liegen zum Beispiel bei Glucose in wässriger Lösung weniger als 0,1 % der Zuckermoleküle in offenkettiger Form vor.
Es erfolgt dann eine Reduktion der Kupfer(II)-Ionen erst zu gelbem Kupfer(I)-hydroxid (CuOH) und dann eine Dehydratisierung zu Kupfer(I)-oxid (Cu2O), welches als rotbrauner Niederschlag ausfällt. Aldehyde werden dabei nach alter Lesart zu Carbonsäuren oxidiert.
Nicht zuletzt durch das Entstehen eines festen Produkts liegt das Gleichgewicht dieser Reaktion fast vollständig auf Seiten der Carbonsäure. Dadurch werden weitere Zuckermoleküle in die offenkettige Form überführt, bis die Reaktion praktisch vollständig abgelaufen ist:nach alter Lesart
{\displaystyle \alpha {,}\beta {\text{-Glucose (Halbacetal)}}\ \rightleftharpoons \ {\text{offenkettige Form (Aldehyd)}}\ \xrightarrow {\text{Oxidation}} \ {\text{Glucoson (2-Ketoglucose)}}}
Wie bereits in Geschichte der Fehling-Probe dargestellt, entsteht nach heutigem Wissen nicht die Gluconsäure, sondern Glucoson (2‐Ketoglucose). Letztere wird unter den Reaktionsbedingungen durch C−C Bindungsspaltung weiter oxidiert.
Bei längerem Erhitzen oder bei einfacheren Aldehyden wie Formaldehyd oder Acetaldehyd kann auch elementares Kupfer entstehen.

## Redoxreaktion
Da die Oxidation der Probesubstanz durch Reduktion der Kupfer(II)-Ionen erfolgt, kann die Gesamtreaktion wie bei allen Redoxreaktionen in eine Oxidations- und Reduktionsreaktion zerlegt werden. Dabei wird im nachfolgenden Beispiel zur Vereinfachung nicht berücksichtigt, dass die Kupferionen eigentlich in einem Komplex mit Tartrat-Ionen (Kupfertartrat) vorliegen:
Oxidation:
{\displaystyle \mathrm {R\!-\!CHO+2\,OH^{-}\longrightarrow R\!-\!COOH+H_{2}O+2\,e^{-}} }
Eine Aldehydgruppe wird im basischen zur Carbonsäure oxidiert.
{\displaystyle \mathrm {R{-}COOH+OH^{-}\longrightarrow R{-}COO^{-}+H_{2}O} }
Da die Reaktion in alkalischer Umgebung stattfindet, wird die entstehende Carboxygruppe durch Hydroxidionen zur Carboxylatgruppe im Sinne einer Säure-Base-Reaktion deprotoniert.
Reduktion:
{\displaystyle \mathrm {2\,Cu^{2+}+2\,OH^{-}+2\,e^{-}\longrightarrow 2\ CuOH\longrightarrow Cu_{2}O\downarrow +H_{2}O} }
Kupfer(II)-ionen und Hydroxidionen reagieren zu Kupfer(I)-hydroxid, das weiter zu Kupfer(I)-oxid dehydratisiert.
Redoxreaktion:
{\displaystyle \mathrm {2\,Cu^{2+}+R{-}CHO+5\,OH^{-}\longrightarrow Cu_{2}O\downarrow +R{-}COO^{-}+3\,H_{2}O} }
Kupfer(II)-ionen und Aldehydgruppen reagieren im basischen Milieu zu Kupfer(I)-oxid, Carboxylaten und Wasser.

## Grenzen
Ketone werden von Fehlingscher Lösung in der Regel nicht oxidiert, was die Unterscheidung zwischen einem Aldehyd und einem Keton erlaubt. Dies gilt nicht für α-Hydroxyketone, z. B. Ketozucker wie Fructose. Bei diesen befinden sich in unmittelbarer Nachbarschaft der Carbonylgruppe des Ketons eine oder mehrere OH-Gruppen: Solche  wirken aufgrund der in alkalischer Lösung gebildeten Endiolat-Ionen (vgl. Ketol-Endiol-Tautomerie) ebenso reduzierend wie „echte“ Aldehyde, führen also auch mit Fehlingscher Lösung zu der oben beschriebenen Kupfer(I)-oxid-Abscheidung.
Die Fehling-Reaktion mit reduzierenden Zuckern folgt außerdem im Allgemeinen nicht der oben gezeigten einfachen Stöchiometrie, da hierbei Oxidationsprodukte entstehen, die selbst wieder weiter reduzierend wirken (Ketoaldehyde, Hydroxy-Diketone sowie Produkte von Retro-Aldolreaktionen), so dass am Ende ein Gemisch vielfältiger Reaktionsprodukte vorliegt.
Bei Saccharose ist die Fehlingreaktion negativ, da aufgrund der 1,2-glykosidischen Bindung die Aldehydgruppe blockiert ist und so nicht reduzierend wirken kann.
Vor diesem Hintergrund wurde in der Routineanalytik die Fehling-Reaktion – wie auch andere reduktometrische Verfahren – von enzymatischen Methoden verdrängt, die darüber hinaus eine lineare Quantifizierung erlauben.

## Weitere Nachweisreaktionen für Aldehyde
- Angeli-Rimini-Reaktion
- Schiffsche Probe mit dem Schiffschen Reagenz
- Tollensprobe (Silberspiegel-Probe) mit dem Tollens-Reagenz
- Benedict-Reagenz
- Nylanders Reagenz
- Methode nach Luff-Schoorl